# Grażyna Trela
Grażyna Trela-Stawska (ur. 13 maja 1958 w Leńczach) – polska scenarzystka, reżyser, pisarka, aktorka teatralna i filmowa, piosenkarka i dziennikarka, występująca również jako Graża T.

## Życiorys
W 1981 ukończyła Państwową Wyższą Szkołę Teatralną im. Ludwika Solskiego w Krakowie. W latach 1981–1991 grała w Starym Teatrze w Krakowie. W 1998 ukończyła Studium Scenariuszowe Państwowej Wyższej Szkoły Filmowej, Telewizyjnej i Teatralnej im. Leona Schillera w Łodzi.
W latach 90. zrezygnowała z aktorstwa na rzecz twórczości pisarskiej. Jej scenariusze kilkakrotnie wygrywały w Konkursie Scenariuszowym o Nagrodę Hartley-Merrill: Włoszka (2000), Siedem dziewcząt z Albatrosa (2002), Tamagotchi (2007, tytuł roboczy filmu Moja krew, współautor – Marcin Wrona). Jest laureatką Nagrody za Najlepszy Scenariusz na Koszalińskim Festiwalu Debiutów Filmowych „Młodzi i Film” 2009, na Międzynarodowym Festiwalu Filmowym na Cyprze 2009, a także w 2011 na Festiwalu Filmowym w Mons (Belgia). Jest współautorką scenariusza (razem z Grzegorzem Jankowskim i Dariuszem Glazerem) filmu Chrzest w reżyserii Marcina Wrony. Film został nagrodzony Srebrnymi Lwami na FPFF Gdynia 2010. Jest współautorką sztuki telewizyjnej Pasożyt (2003, Teatr Telewizji) i Doktor Halina (2008, Teatr Telewizji), oraz autorką sztuki teatralnej Żyleta wyróżnionej na Festiwalu Nowej Dramaturgii w Teatrze Powszechnym w Radomiu (2006).
Publikowała w miesięczniku „Film” (1991–1995). Wydała zbiór opowiadań Dobry mężczyzna to martwy mężczyzna (1997) oraz powieść Obrazki z Nebraski (2011).
Studiowała reżyserię na WRiTV im. Krzysztofa Kieślowskiego na Uniwersytecie Śląskim (1999–2002). Jako reżyser zadebiutowała filmem dokumentalnym Eros-ex nagrodzonym na Międzynarodowym Festiwalu Filmowym „OFFensiva” (2005), a także krótkometrażową fabułą Klajmax (2011). Wyreżyserowała też kilka teledysków, m.in. do piosenek Stanisława Sojki, którego poznała w 1991 roku i z którym miała romans. Od 2008 jest wykładowcą Krakowskiej Szkoły Scenariuszowej. Wykłada także w Krakowskiej Akademii im. A. Frycza Modrzewskiego oraz Akademii Multi Art. Od 2013 jest wykładowcą scenariopisarstwa na Uniwersytecie Jagiellońskim w Krakowie (filmoznawstwo).
Nagrała solową płytę Świerszcze wydaną przez Pomaton EMI (1996). Nagrywała także z Markiem Grechutą, Janem Kantym Pawluśkiewiczem, z łódzką grupą Plastic Bag Jacka „Bielasa” Bieleńskiego i z Włodkiem „Kiniorem” Kiniorskim oraz kielecką grupą Cre-dance.
W 2018 roku, według swojego pomysłu i scenariusza, wyreżyserowała razem ze studentkami Akademii Sztuk Pięknych im. Jana Matejki w Krakowie, animację Masterclass, inspirowaną twórczością Romana Polańskiego.

## Filmografia
- 1982: Wielki Szu – Dorota, żona Jarka
- 1983: Seksmisja – strażniczka w kopalni
- 1983: To tylko rock – Sylwia Błaszkowska, wokalistka zespołu Krzyk
- 1983: Przeznaczenie – Maria Zając, matka Kazimierza Tetmajera syna
- 1985: C.K. Dezerterzy – Ruda
- 1986: Blisko, coraz bliżej – dziewczyna tańcząca z Henrykiem w lokalu (odc. 12)
- 1986: Bohater roku – Sabina, przyjaciółka Majki
- 1987: Trójkąt bermudzki – Barbara, żona Ludwika
- 1987: Łuk Erosa – Maryśka Miechowska
- 1990: Powrót wilczycy – Krystyna, żona Orzelskiego
- 1990: Pożegnanie jesieni – Zofia Osłabędzka, narzeczona Bazakbala i Gina, romantyczna komunistka
- 1990: Śmierć dziecioroba – Wiśka, zawiadowca stacji
- 1990: Zakład – dziennikarka Magda
- 1992: Zwolnieni z życia – żona „Kumpla”
- 1993: Tajemnica trzynastego wagonu – Natalia
- 1993: Dwa księżyce – malarka Mena
- 1995: Nic śmiesznego – aktorka grająca w filmie Adama
- 1997: Sława i chwała – aktorka Halina Wyczerówna
- 2001: Eros-ex (dok.) – reżyseria, scenariusz[4]
- 2009: Moja krew – scenariusz
- 2010: Chrzest – scenariusz[4]
- 2011: Klajmax – reżyseria, scenariusz[4]
- 2018: Masterclass – reżyseria, scenariusz[4]

## Nagrody
- 2011: Chrzest – nagroda za scenariusz (Międzynarodowy Festiwal Filmowy); Mons, Belgia
- 2010: Moja krew – „Złota Afrodyta” w kategorii najlepszy scenariusz (Cypryjski Międzynarodowy Festiwal Filmowy), Nikozja
- 2009: Moja krew – nagroda za scenariusz (Koszaliński Festiwal Debiutów Filmowych „Młodzi i Film”), Koszalin
- 2005: Eros-ex – „Brązowy OFF” w kategorii filmu dokumentalnego (MFF „OFFensiva”), Wrocław